# Flagge Tuvalus

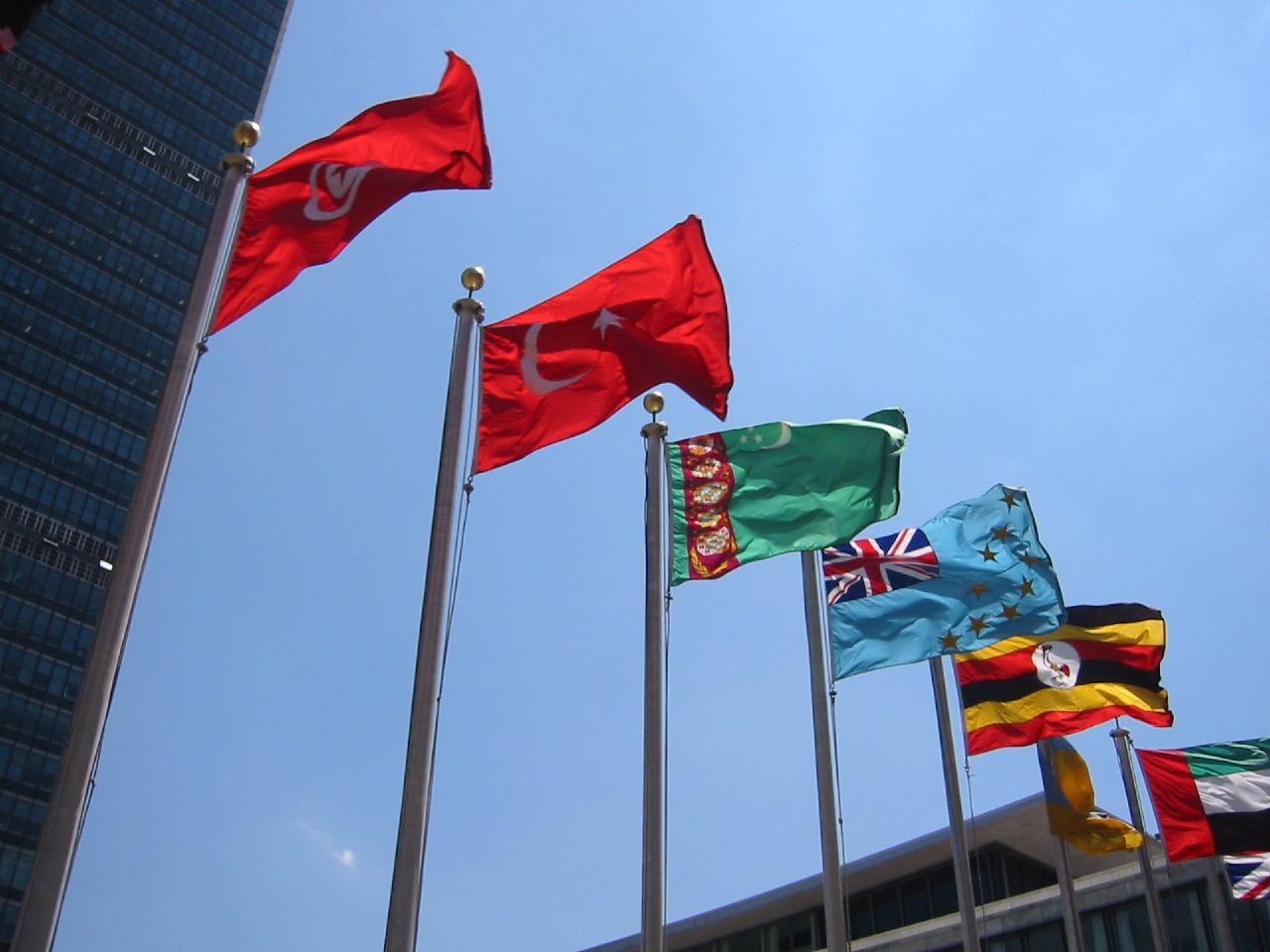
Die Flagge Tuvalus vor dem UN-Gebäude in New York 2003

Das Design der aktuellen Flagge Tuvalus wurde mit der Unabhängigkeit des Landes im Jahre 1978 eingeführt. Eine leicht veränderte Form wurde 1997 eingeführt.

## Beschreibung
Wie bei anderen ehemaligen und momentanen britischen Kolonien basiert die Nationalflagge Tuvalus auf der Unionsflagge, die sich oben links befindet. Aufgrund der hellblauen Farbgebung handelt es sich um eine Abart der Blue Ensign.
Die Sterne stehen für die neun Inseln, aus denen Tuvalu besteht; die Anordnung ist geographisch korrekt, wenn die Flagge hochkant aufgehängt ist (Union Jack in der rechten oberen Ecke).
|                      |                |
| Zuordnung der Sterne | Inseln Tuvalus |

## Geschichte
Eine erste eigene Flagge in Form einer Blue Ensign erhielten die damaligen Elliceinseln, als 1976 die Kolonie Gilbert- und Elliceinseln aufgespalten wurde. Diese Flagge wurde verwendet bis zur Unabhängigkeit Tuvalus am 1. Oktober 1978.
1995 wurde die Zahl der Sterne auf der Flagge zunächst um einen verringert, die Flagge kurz darauf jedoch durch ein gänzlich neues Design ohne Union Jack in der Gösch ersetzt, das aber ebenfalls die Inseln als Sterne zeigte. Da diese Flagge von der Bevölkerung nie richtig angenommen wurde, führte man 1997 eine leicht modifizierte Version der alten, wieder mit neun Sternen ein.
| Flagge von 1976 bis 1978             | Flagge vom 1. Oktober 1976 bis zum 1. Oktober 1978 |
| Flagge von 1978 bis 1995             | Flagge vom 1. Oktober 1978 bis zum 1. Oktober 1995 |
| Flagge von Oktober bis Dezember 1995 | Flagge vom 1. Oktober bis zum 31. Dezember 1995    |
| Flagge von 1996 bis 1997             | Flagge vom 1. Januar 1996 bis zum 11. April 1997   |

## Weitere Flaggen
Die Staatsflagge zeigt das Staatswappen unterhalb des Union Jack. Der Generalgouverneur Tuvalus führt eine eigene Flagge.
|  | Staatsflagge                  |
|  | Flagge des Generalgouverneurs |